# Lena Urzendowsky
Lena Urzendowsky, née le 16 février 2000 à Berlin, est une actrice allemande. Elle est principalement connue pour avoir interprété Stella dans la série télévisée Moi, Christiane F.  et Ines Kahnwald de 1953 dans la série Dark.

## Formation
À partir de 2005, elle fréquente l’école de théatre et de comédie musicale Stage Factory de Berlin. Elle y obtient son diplôme en 2012 avec la mention de meilleure élève de la classe.

## Carrière
Elle commence sa carrière en 2014 dans le téléfilm La Reine des neiges puis en 2016 dans le film Bibi & Tina : Mädchen gegen Jungs. Elle obtient alors le rôle principale dans le téléfilm Le Lapin blanc.
Elle travaille ensuite sur divers projets pour le télévision.
En 2020, elle obtient le premier  rôle dans le film Cocon de Leonie Krippendorff.
Elle participe ensuite à la série Dark pour Netflix dans laquelle elle interprète Ines Kahnwald  en 1953.
En 2021, elle interprète Stella dans la serie de Prime Video Moi, Christiane F., adaptation du best-seller Moi, Christiane F., 13 ans, droguée, prostituée….

## Vie privée
Son frère est l’acteur Sebastian Urzendowsky.

## Filmographie

### Cinéma

#### Longs métrages
- 2019 : Retour à Budapest de Florian Koerner von Gustorf: Jana
- 2020 : Cocon  de Leonie Krippendorff : Nora
- 2021 : Trümmermädchen d’Oliver Kracht : Evi
- 2021 : Mon enfant différent de Maw Fey : Elena
- 2021 : Un doux désastre (Sweet Disaster) de Laura Lehmus : Yolanda
- 2022- Traversée sans retour
- 2023 : Franky Five Star de Birgit Möller : Franky
- 2023 : 791 km de Tobi Baumann : Susi
- 2023 : Zwischen uns der Fluss de Michael Klier : Alice
- 2024 : In Liebe, Eure Hilde d'Andreas Dresen :
- 2025 : In die Sonne schauen de Mascha Schilinski : Angelika

##### En post-production
- date inconnue : Jenseits der blauen Grenze de Sarah Neumann : Hanna Klein (en post-production)
- date inconnue : The doctor says, I'll be alright but I'm feelin' blue de Mascha Schilinski (en post-production)

#### Courts métrages
- 2016 : Svea de Kai S. Pieck et Lena Urzendowsky

### Télévision

#### Téléfilms
- 2014 :La Reine des neiges : Räubertochter
- 2016 :Bibi et Tina : Filles contre garçons (Bibi & Tina: Mädchen gegen Jungs) : Mia
- 2016 :Le Lapin blanc (Das weiße Kaninchen : Sara Rost
- 2017 :Kein Herz für Inder (de) : Fiona
- 2018 : Der große Rudolph  : Evi Mirlacher
- 2019 : Commerce mortel : Kati Glaser
- 2021 : Mutter kündigt  : Joe Michelsen

#### Séries télévisées
- 2017 : Der Usedom-Krimi : Simone Simmank (saison 1 – épisodes 4 et 5)
- 2017 -  2020: Dark : Ines Kahnwald jeune (saison 1 – épisodes 8 et 9, saison 3 – épisode 4)
- 2018 : Berlin section criminelle (Der Kriminalist) : Danny Torrenz (saison 13 – épisode 6)
- 2018 : Kroymann (de)  (saison 1 – épisode 3)
- 2019 -  2020: How to Sell Drugs Online (Fast) : xKira7 (saison 1 – épisode 4, saison 2 – épisodes 1 à 6)
- 2019 Tatort : Vanessa (saison 1 – épisode 1123)
- 2020 :  Shadowplay: Green Eyes (saison 1 – épisodes 3 et 4)
- 2021 :  Moi, Christiane F.  (Wir Kinder vom Bahnhof Zoo) : Stella
- 2021 : Tatort : Nellie Kunze (saison 1 – épisode 1176)
- 2023 : Luden (de) : Manu Melzer

## Crédits
- (de) Cet article est partiellement ou en totalité issu de l’article de Wikipédia en allemand intitulé « Lena Urzendowsky » (voir la liste des auteurs).